# Martinus Sieveking
Martinus Sieveking (n. 24 martie 1867, Amsterdam, Țările de Jos – d. 26 noiembrie 1950, Pasadena, California, SUA) a fost un pianist virtuoz, compozitor, profesor și inventator olandez. Cunoscut de asemenea ca Martin Sieveking, în decursul carierei sale a concertat ca solist⁠(en)[traduceți] în Europa și în Statele Unite  și și-a continuat studiile în Franța și USA după retragerea din cariera interpretivă. Originar din Olanda și fiind la fire nestatornic a fost supranumit Olandezul zburător În vârful carierei sale interpretative critica muzicală new york-eză precum și cea din Boston l-a apreciat drept unul dintre cei mai mari pianiști al acelor timpuri.

## Legături externe
- Chopin Prelude Op. 28, No. 15 ("Raindrops")[nefuncțională]
, Transcriere pentru violoncel și pian de la IMSLP.orgg
- Sieveking's A Sketch from IMSLP